# Nyírófeszültség
A nyírófeszültség vagy csúsztatófeszültség olyan mechanikai feszültség, mely a terhelés alatt vizsgált anyagból képzeletben kivágott kis kocka lapjaival párhuzamos irányú, szemben a normális feszültséggel, mely a kis kocka lapjára merőleges. A nyírófeszültséget a görög {\displaystyle \tau \,} (tau) betűvel szokás jelölni.   
A nyírófeszültség definíciója:
{\displaystyle \tau ={F \over A}}

Nyírás elve

ahol F a nyíróerő és A a terület. (Illetve:
{\displaystyle \tau =\theta *G} , ahol G a csúsztató rugalmassági modulus, theta(ábrán feltüntetve) pedig a fent említett kivágott kocka torzult élének az eredeti élével bezárt szöge)
A valódi nyírófeszültséget az A terület pillanatnyi értékével kell számolni, de mivel ennek értékét bonyolult kiszámítani, a mérnöki gyakorlatban A terhelés nélküli értékével számolnak. Ez a legtöbb anyagnál jó közelítést jelent, nagy deformációt szenvedő anyagoknál (például gumi) azonban helytelen eredményre vezet. 
A nyírás a terhelés alatti anyag belsejéből képzeletben kivágott kis kocka szögelfordulását (torzulását) okozza szemben a normális feszültség nyúlásával-rövidülésével.
Megjegyzendő, hogy egy test olyan pontjában, ahol feszültség ébred, lehet találni olyan síkokat, ahol nyírófeszültség ébred. 
Csúsztató feszültség vagy tiszta nyírásnál vagy csavarásnál lép fel szilárd testekben. Gépelemek közül tiszta nyírófeszültség ébred egy torziós rúdban vagy a gépkocsi hajtótengelyében. Szegecsekben és bizonyos csavarokban is léphet fel nyírás. A hengeres csavarrúgó majdnem tiszta csavarást szenved, a benne ébredő feszültség nyírófeszültség. Viszkózus folyadékok áramlása során a sebességkülönbséggel rendelkező folyadékrészek között is csúsztatófeszültség lép fel. A szilárd testekhez képest itt az a különbség, hogy csak áramló folyadékokban léphet fel csúsztatófeszültség, nyugvó folyadékok feszültségmentesek.
Építmények tönkremenetelét is okozhatja nyírás. Földgát károsodását is okozhatja a föld súlyából származó nyírás.